# Сатија (Бриндизи)
Сатија (итал. Satia) је насеље у Италији у округу Бриндизи, региону Апулија.
Према процени из 2011. у насељу је живело 24 становника. Насеље се налази на надморској висини од 301 м.